# Diamonds (álbum de Elton John)
Diamonds (Diamantes en español) es un álbum recopilatorio del músico y compositor británico Elton John, lanzado en noviembre de 2017. Contiene los temas más importantes de su carrera y en general material de 1970 a 2016. Fue lanzado para conmemorar los 50 años del debut de Elton John y su fórmula Bernie Taupin, y salió al mercado en versión estándar de dos discos y de lujo con tres discos, que también se lanzó como LP y formato digital.Se Relanzó una edición especial con sus últimos exitos Cold Heart Con Dua Lipa y Hold me closer Con Britney Spears.
Significa el primer recopilatorio de John desde Rocket Man: The Definitive Hits y contiene también material de su aclamado Elton John's Greatest Hits y del álbum de 2002 Greatest Hits 1970-2002.

## Lista de canciones
Todas las canciones escritas por Elton John y Bernie Taupin a menos que se indique lo contrario.

### Lanzamientos de 2 y 3 CD

#### Disco uno
| N.º | Título                                                                                                  | Álbum                                             | Duración |  |
| 1.  | «Your Song»                                                                                             | Elton John, 1970                                  | 4:03     |  |
| 2.  | «Tiny Dancer»                                                                                           | Madman Across the Water, 1971                     | 6:16     |  |
| 3.  | «Rocket Man»                                                                                            | Honky Château, 1972                               | 4:42     |  |
| 4.  | «Honky Cat»                                                                                             | Honky Château                                     | 5:13     |  |
| 5.  | «Crocodile Rock»                                                                                        | Don't Shoot Me I'm Only the Piano Player, 1973    | 3:55     |  |
| 6.  | «Daniel»                                                                                                | Don't Shoot Me I'm Only the Piano Player          | 3:54     |  |
| 7.  | «Saturday Night's Alright (For Fighting)»                                                               | Goodbye Yellow Brick Road, 1973                   | 4:54     |  |
| 8.  | «Goodbye Yellow Brick Road»                                                                             | Goodbye Yellow Brick Road                         | 3:14     |  |
| 9.  | «Candle in the Wind»                                                                                    | Goodbye Yellow Brick Road                         | 3:50     |  |
| 10. | «Bennie and the Jets»                                                                                   | Goodbye Yellow Brick Road                         | 5:23     |  |
| 11. | «The Bitch Is Back»                                                                                     | Caribou, 1974                                     | 3:45     |  |
| 12. | «Philadelphia Freedom»                                                                                  | Sencillo sin álbum, 1975                          | 5:20     |  |
| 13. | «Island Girl»                                                                                           | Rock of the Westies, 1975                         | 3:43     |  |
| 14. | «Someone Saved My Life Tonight»                                                                         | Captain Fantastic and the Brown Dirt Cowboy, 1975 | 6:45     |  |
| 15. | «Don't Go Breaking My Heart» ((dueto con Kiki Dee) (John and Taupin as "Ann Orson" and "Carte Blanche") | Sencillo sin álbum, 1976                          | 4:35     |  |
| 16. | «Sorry Seems to Be the Hardest Word»                                                                    | Blue Moves, 1976                                  | 3:52     |  |
| 17. | «Little Jeannie» (Elton John, Gary Osborne)                                                             | 21 at 33, 1980                                    | 4:49     |  |

#### Disco dos
| N.º | Título                                                                                      | Album                           | Duración |  |
| 1.  | «Song for Guy» (Elton John)                                                                 | A Single Man, 1978              | 6:34     |  |
| 2.  | «Blue Eyes» (Elton John and Gary Osborne)                                                   | Jump Up!, 1982                  | 3:28     |  |
| 3.  | «I'm Still Standing»                                                                        | Too Low for Zero, 1983          | 3:04     |  |
| 4.  | «I Guess That's Why They Call It the Blues» (Elton John, Davey Johnstone and Bernie Taupin) | Too Low for Zero                | 4:43     |  |
| 5.  | «Sad Songs (Say So Much)»                                                                   | Breaking Hearts, 1984           | 4:48     |  |
| 6.  | «Nikita»                                                                                    | Ice on Fire, 1985               | 5:44     |  |
| 7.  | «I Don't Wanna Go On con You Like That»                                                     | Reg Strikes Back, 1988          | 4:34     |  |
| 8.  | «Sacrifice»                                                                                 | Sleeping con the Past, 1989     | 5:05     |  |
| 9.  | «Don't Let the Sun Go Down on Me» (dueto con George Michael)                                | Duets, 1993                     | 5:48     |  |
| 10. | «Something About the Way You Look Tonight»                                                  | The Big Picture, 1997           | 4:00     |  |
| 11. | «I Want Love»                                                                               | Songs from the West Coast, 2001 | 4:37     |  |
| 12. | «Can You Feel the Love Tonight» (Elton John and Tim Rice)                                   | The Lion King Soundtrack, 1994  | 4:01     |  |
| 13. | «Are You Ready for Love» (Thom Bell, LeRoy Bell and Casey James – 2003 Single Edit)         | The Thom Bell Sessions, 1979    | 3:32     |  |
| 14. | «Electricity» (Elton John and Lee Hall)                                                     | Billy Elliot the Musical, 2005  | 3:32     |  |
| 15. | «Home Again»                                                                                | The Diving Board, 2013          | 5:02     |  |
| 16. | «Looking Up»                                                                                | Wonderful Crazy Night, 2016     | 4:06     |  |
| 17. | «Circle of Life» (Elton John and Tim Rice)                                                  | The Lion King Soundtrack        | 4:53     |  |

#### Deluxe edition box set extra CD
| N.º | Título | Álbum                                | Duración |  |
| 1.  | «Skyline Pigeon» (piano version) | B-side of "Daniel" single, 1973      | 3:54     |  |
| 2.  | «Lucy in the Sky con Diamonds» (John Lennon and Paul McCartney)                                                                     | Sencillo sin álbum, 1974             | 6:16     |  |
| 3.  | «Pinball Wizard» (Pete Townshend)                                                                                                   | Tommy Soundtrack, 1975               | 5:14     |  |
| 4.  | «Mama Can't Buy You Love» (LeRoy Bell and Casey James)                                                                              | The Thom Bell Sessions, 1979         | 4:04     |  |
| 5.  | «Part-Time Love» (Elton John and Gary Osborne)                                                                                      | A Single Man, 1978                   | 3:13     |  |
| 6.  | «Victim of Love» (Pete Bellotte, Sylvester Levay and Jerry Rix)                                                                     | Victim of Love, 1979                 | 3:22     |  |
| 7.  | «Empty Garden (Hey Hey Johnny)» | Jump Up!, 1982                       | 5:10     |  |
| 8.  | «Kiss the Bride» | Too Low for Zero, 1983               | 4:23     |  |
| 9.  | «That's What Friends Are For» (quartet con Dionne Warwick, Stevie Wonder and Gladys Knight) (Burt Bacharach and Carole Bayer Sager) | Dionne Warwick's Friends, 1985       | 4:15     |  |
| 10. | «The One» | The One, 1992                        | 5:53     |  |
| 11. | «True Love» (dueto con Kiki Dee) (Cole Porter)                                                                                      | Duets, 1993                          | 3:35     |  |
| 12. | «Believe» | Made in England, 1995                | 4:52     |  |
| 13. | «Live Like Horses» (dueto con Luciano Pavarotti)                                                                                    | The Big Picture, 1997                | 5:07     |  |
| 14. | «Written in the Stars» (dueto con LeAnn Rimes) (Elton John and Tim Rice)                                                            | Elton John and Tim Rice's Aida, 1999 | 4:17     |  |
| 15. | «This Train Don't Stop There Anymore»                                                                                               | Songs from the West Coast, 2001      | 4:39     |  |
| 16. | «Good Morning to the Night» (con Pnau) (Elton John, Nick Littlemore, Peter Mayes and Bernie Taupin)                                 | Good Morning to the Night, 2012      | 3:24     |  |
| 17. | «Step into Christmas» | Sencillo sin álbum, 1973             | 4:29     |  |

### 2-LP
Todas las canciones escritas por Elton John y Bernie Taupin a menos que se indique lo contrario.

#### Lado A
| N.º | Título           | Album                                          | Duración |  |
| 1.  | «Your Song»      | Elton John, 1970                               | 4:03     |  |
| 2.  | «Tiny Dancer»    | Madman Across the Water, 1971                  | 6:16     |  |
| 3.  | «Rocket Man»     | Honky Château, 1972                            | 4:42     |  |
| 4.  | «Crocodile Rock» | Don't Shoot Me I'm Only the Piano Player, 1973 | 3:55     |  |
| 5.  | «Daniel»         | Don't Shoot Me I'm Only the Piano Player       | 3:54     |  |

#### Lado B
| N.º | Título                                  | Album                                             | Duración |  |
| 1.  | «Saturday Night's Alright for Fighting» | Goodbye Yellow Brick Road, 1973                   | 4:54     |  |
| 2.  | «Goodbye Yellow Brick Road»             | Goodbye Yellow Brick Road                         | 3:14     |  |
| 3.  | «Candle in the Wind»                    | Goodbye Yellow Brick Road                         | 3:50     |  |
| 4.  | «Bennie and the Jets»                   | Goodbye Yellow Brick Road                         | 5:23     |  |
| 5.  | «Someone Saved My Life Tonight»         | Captain Fantastic and the Brown Dirt Cowboy, 1975 | 6:45     |  |

#### Lado C
| N.º | Título                                                                                      | Album                    | Duración |  |
| 1.  | «Don't Go Breaking My Heart» (con Kiki Dee) (Ann Orson and Carte Blanche)                   | Sencillo sin álbum, 1976 | 4:35     |  |
| 2.  | «Sorry Seems to Be the Hardest Word»                                                        | Blue Moves, 1976         | 3:52     |  |
| 3.  | «Song for Guy» (Elton John)                                                                 | A Single Man, 1978       | 6:34     |  |
| 4.  | «Blue Eyes» (Elton John and Gary Osborne)                                                   | Jump Up!, 1982           | 3:28     |  |
| 5.  | «I'm Still Standing»                                                                        | Too Low for Zero, 1983   | 3:04     |  |
| 6.  | «I Guess That's Why They Call It the Blues» (Elton John, Davey Johnstone and Bernie Taupin) | Too Low for Zero         | 4:43     |  |

#### Lado D
| N.º | Título                                                                              | Album                          | Duración |  |
| 1.  | «Nikita»                                                                            | Ice on Fire, 1985              | 5:44     |  |
| 2.  | «Sacrifice (canción de Elton John)»                                                 | Sleeping con the Past, 1989    | 5:05     |  |
| 3.  | «Don't Let the Sun Go Down on Me» (con George Michael)                              | Duets, 1993                    | 5:48     |  |
| 4.  | «Can You Feel the Love Tonight» (Elton John and Tim Rice)                           | The Lion King Soundtrack, 1994 | 4:01     |  |
| 5.  | «Are You Ready for Love» (Thom Bell, LeRoy Bell and Casey James - 2003 Single Edit) | The Thom Bell Sessions, 1979   | 3:32     |  |

### Versión 1-CD
| N.º | Título                                                    | Álbum                                          | Duración |  |
| 1.  | «Your Song»                                               | Elton John, 1970                               | 4:03     |  |
| 2.  | «Tiny Dancer»                                             | Madman Across the Water, 1971                  | 6:15     |  |
| 3.  | «Rocket Man (I Think It's Gonna Be A Long, Long Time)»    | Honky Château, 1972                            | 4:40     |  |
| 4.  | «Crocodile Rock»                                          | Don't Shoot Me I'm Only the Piano Player, 1973 | 3:54     |  |
| 5.  | «Daniel»                                                  | Don't Shoot Me I'm Only the Piano Player, 1973 | 3:53     |  |
| 6.  | «Saturday Night's Alright (For Fighting)»                 | Goodbye Yellow Brick Road, 1973                | 4:54     |  |
| 7.  | «Goodbye Yellow Brick Road»                               | Goodbye Yellow Brick Road, 1973                | 3:13     |  |
| 8.  | «Candle in the Wind»                                      | Goodbye Yellow Brick Road, 1973                | 3:47     |  |
| 9.  | «Bennie and the Jets»                                     | Goodbye Yellow Brick Road, 1973                | 5:21     |  |
| 10. | «Philadelphia Freedom»                                    | Sencillo sin album, 1975                       | 5:28     |  |
| 11. | «Island Girl»                                             | Rock of the Westies, 1975                      | 3:42     |  |
| 12. | «Don't Go Breaking My Heart (dueto con Kiki Dee)»         | Sencillo sin álbum, 1976                       | 4:25     |  |
| 13. | «Mama Can't Buy You Love»                                 | The Thom Bell Sessions, 1979                   | 4:03     |  |
| 14. | «I'm Still Standing»                                      | Too Low for Zero, 1983                         | 3:02     |  |
| 15. | «I Guess That's Why They Call It The Blues»               | Too Low for Zero, 1983                         | 4:41     |  |
| 16. | «Don't Let the Sun Go Down on Me»                         | Duets, 1993                                    | 5:47     |  |
| 17. | «Can You Feel the Love Tonight» (Elton John and Tim Rice) | The Lion King Soundtrack, 1994                 | 4:00     |  |